# Cnemaspis boiei
Cnemaspis boiei este o specie de șopârle din genul Cnemaspis, familia Gekkonidae, descrisă de Samuel Frederick Gray în anul 1842. Conform Catalogue of Life specia Cnemaspis boiei nu are subspecii cunoscute.